# رخصة زواج
رخصة الزواج هي وثيقة صادرة عن سلطة الدولة، والتي تسمح للزوجين بالزواج. يختلف إجراء الحصول على ترخيص ما بين البلدان وتغير هذا الاجراء مع مرور الوقت. وبدأ إصدار تراخيص الزواج في العصور الوسطى، للسماح بالزواج الذي كان لولا ذلك لأصبح أمر غير قانوني.
أصبحت الرخصة مطلب قانوني في بعض الولايات القضائية ويمكن أيضا أن تكون بمثابة سجل الزواج نفسه، إذا وقعت من قبل الزوجين وشهدت.
في اختصاصات قضائية أخرى، لا يشترط الترخيص. وفي بعض الاختصاصات القضائية، يمكن الحصول على «عفو» للزواج دون ترخيص، وفي بعض الإخصاصات القضائية، يتم أيضاً الاعتراف بالزواج بين القانون العام والزواج بالمساكنة والتمثيل. هذه لا تتطلب رخصة زواج. وهناك أيضاً بعض الاختصاصات القضائية التي لا توجد فيها تراخيص الزواج على الإطلاق، وتُمنح للزوجين شهادة زواج بعد مراسم الزواج. 
تعلن المادة 16 من الإعلان العالمي لحقوق الإنسان أن «الرجال والنساء الذين بلغوا سن الرشد، دون أي قيود بسبب العرق أو الجنسية أو الدين، لهم الحق في الزواج وتأسيس أسرة. ويحق لهم التمتع بحقوق متساوية في الزواج. ولا يتم الدخول في الزواج إلا بموافقة حرة ووافية من الزوجين المعنيين».

## التاريخ
نسبةً لمعظم التاريخ الغربي، كان الزواج عقدًا خاصًا بين عائلتين. حتى القرن السادس عشر، قبلت الكنائس المسيحية صلاحية الزواج على أساس تصريحات الزوجين. إذا ادعى شخصان أنهما تبادلا الوعود الزوجية - حتى بدون شهود - وافقت الكنيسة الكاثوليكية على أنهما متزوجان بشكل صحيح.
بعض الولايات في الولايات المتحدة ترى أن التعايش العلني يمكن أن يكون دليلاً كافياً على زواج صالح. سجلات طلب ترخيص الزواج من السلطات الحكومية متاحة على نطاق واسع بداية من منتصف القرن التاسع عشر. بعضها متاح من القرن السابع عشر في أمريكا الاستعمارية. كانت تراخيص الزواج مطلوبة منذ عام 1639 في ولاية مساتشوستس، مع توسيع استخدامها تدريجياً لتشمل ولايات قضائية أخرى.

## المملكة المتحدة

### إنجلترا وويلز

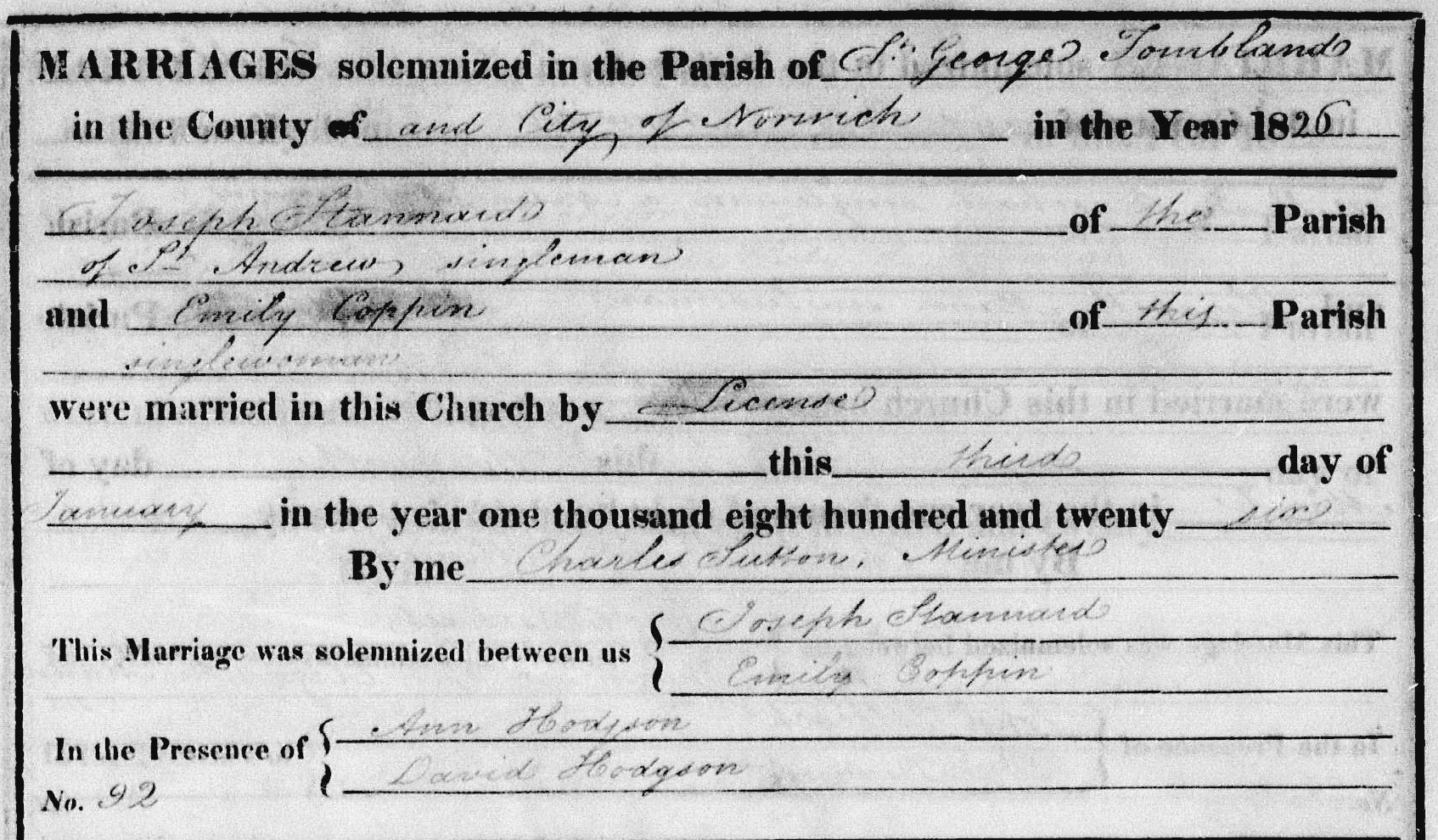
رخصة زواج جوزيف ستانارد وإميلي كوبين (1826).

تم تقديم طلب للحصول على إعلان الزواج إلى إنجلترا وويلز من قبل الكنيسة في عام 1215. وهذا يتطلب إعلانًا عامًا عن زواج قريب لزوجين في الكنيسة الأبرشية لمدة ثلاثة أيام قبل الزفاف، وأتاح الفرصة لأي اعتراضات على أن يتم التعبير عن الزواج (على سبيل المثال، أن أحد الطرفين كان قد تزوج بالفعل أو أن الزوجين كانا مرتبطين ضمن درجة محظورة)، ولكن الفشل في الاتصال لم يؤثر على صحة الزواج.
أُدخلت تراخيص الزواج في القرن الرابع عشر، للسماح بالإعفاء من فترة الإعلان المعتادة تحت بند إعلان الزواج، بدفع رسوم مصحوبة بإعلان محلف وبعدم وجود عائق قانوني أمام الزواج. تمنح الرخصة عادة من قبل رئيس الأساقفة أو الأسقف أو رئيس الشمامسة. يمكن أن يكون هناك عدد من الأسباب التي تجعل الزوجين يحصلان على ترخيص: قد يرغبان في الزواج بسرعة (وتجنب تأجيل ثلاثة أسابيع من خلال الدعوة بإعلان الزواج)؛ قد يرغبون في الزواج في أبرشية بعيدا عن رعيتهم في المنزل؛ أو نظرًا لأن الترخيص يتطلب دفعة أعلى من إعلان الزواج، فقد يختارون الحصول على إعلان واحد كرمز للمكانة.
كان هناك نوعان من تراخيص الزواج يمكن إصدارهما: الترخيص المعتاد كان يعرف بترخيص مشترك وتسمية واحد أو اثنين من الأبرشيات حيث يمكن أن يكون الزفاف ضمن اختصاص الشخص الذي أصدر الترخيص. والثاني هو الترخيص الخاص، الذي لا يمكن منحه إلا من قبل رئيس أساقفة كانتربري أو مسؤوليه ويسمح للزواج بالتواجد في أي كنيسة.
للحصول على رخصة زواج، كان الزوجان «أو العريس في العادة» يقسمان أنه لا يوجد سبب أو عائق لعدم الزواج. كان هذا ادعاء الزواج. كما يتم تقديم سند مع سلطات الكنيسة للحصول على مبلغ من المال ليتم دفعه إذا تبين أن الزواج مخالف للقانون الكنسي. حيث يحتفظ الأسقف بالادعاء والسند ويصدر الرخصة إلى العريس الذي سيعطيه بعد ذلك إلى نائب الكنيسة في المكان الذي سيتزوج فيه. لم يكن هناك التزام للقسيس بالحفاظ على الرخصة ويتم تدمير العديد منها ببساطة. ومن ثم، فإن بعض الأمثلة التاريخية على تراخيص الزواج في إنجلترا وويلز، تبقى موجودة. ومع ذلك، كان يتم الاحتفاظ بالادعاء والسندات وعادة ما تكون مصدرا هاما لأنساب اللغة الإنجليزية.
أكد قانون هاردويك للزواج رقم 1753 هذا القانون الكنسي القائم والذي تم بنائه عبر القانون التشريعي. منذ هذا التاريخ، كان الزواج ساريًا حسب القانون فقط، إذا تبعت الدعوة في الكنيسة أو الحصول على ترخيص - باستثناءات ألا وهي الزواج اليهودي والزواج من جمعية الأصدقاء الدينية، والتي كانت شرعيتها معروفة أيضًا. منذ تاريخ قانون زواج اللورد هاردويك حتى عام 1837، كان يلزم إجراء الاحتفال في مبنى مُكرس.
منذ الأول من يوليو عام 1837، أصبح الزواج المدني بديلاً قانونيًا لزواج الكنيسة بموجب قانون الزواج لعام 1836، الذي يوفر الأساس القانوني لتنظيم وتسجيل الزيجات. لذلك، يمكن للزوجين الاختيار بين الزواج في الكنيسة الأنجليكية، بعد دعوة إعلان الزواج أو الحصول على ترخيص أو غير ذلك، يمكنهما إعطاء «إشعار الزواج» إلى مسجل مدني. في هذه الحالة الأخيرة، يتم نشر الإشعار علنا لمدة 15 يوما، وبعد ذلك يمكن أن يحدث الزواج المدني. قد تحدث الزيجات في كنائس أخرى غير الكنائس الأنجليكية، لكن هذه القوانين يحكمها قانون الزواج المدني، ويجب إعطاء إشعار إلى المسجل المدني بنفس الطريقة. يمكن أن يتم الزواج بعد ذلك دون وجود أمين سجل إذا كانت الكنيسة نفسها مسجلة للزواج والوزير أو الكاهن هو شخص مرخص للزواج.
لا يسجل الترخيص الزواج نفسه، فقط إذن الزواج. منذ عام 1837، كان إثبات الزواج من خلال شهادة الزواج، التي صدرت في الحفل. قبل ذلك، كان من خلال تسجيل الزواج في سجل الرعية.
ألغيت الأحكام المتعلقة بالزواج المدني في قانون 1836 بموجب قانون الزواج لعام 1949. أعاد قانون الزواج لعام 1949 سن قانون الزواج في إنكلترا وويلز وأعلن من جديد.

### اسكتلندا
يختلف قانون الزواج وممارسته في اسكتلندا عن ما في إنجلترا وويلز. تاريخياً، كان يعتبر دائماً قانونياً وملزماً للزوجين أن يتزوجا من خلال تقديم وعود عامة، دون احتفال رسمي، لكن هذا الشكل لم يكن متاحاً منذ عام 1940. وفي الآونة الأخيرة، تم إلغاء «الزواج بالمعاشرة مع السمعة» لأي علاقة بدأت منذ عام 2006. زواج الكنيسة «بدون إعلان» مشابه إلى حد ما «الزواج عن طريق الترخيص»، على الرغم من أن الإذن بأدائها ليس مسألة الكنيسة. لم يكن هناك أي قيود على الزواج الديني في اسكتلندا على المكان الذي تتم فيه. تتطلب الزيجات في اسكتلندا عادةً ما بين أسبوعين و 6 أسابيع من إشعار مسجل المقاطعة اعتمادًا على الحالة الاجتماعية السابقة والمسائل الإجرائية الأخرى التي عادةً ما تشمل بلد الإقامة وجنسية الأطراف. تتطلب الزيجات الأقل من مبلغ الإشعار العادي الحصول على إذن من المسجل العام.

## الولايات المتحدة
[بحاجة لمصدر]في الولايات المتحدة، حتى منتصف القرن التاسع عشر، تم الاعتراف بحالات الزواج العرفي على أنها حالات صالحة، ولكن بعد ذلك بدأت بعض الولايات في إبطال الزواج العرفي. ويظل الزواج بموجب القانون العام ساري المفعول بصرف النظر عن عدم وجود ترخيص زواج. لم تعترف كارولاينا الشمالية وتينيسي (التي كانت في الأصل ولاية كارولينا الشمالية الغربية) بالزواج في القانون العام على أنهما ساريان بدون ترخيص إلا إذا دخلا في ولايات أخرى. لقد اعترفوا دوما بالزواج الصحيح (ما عدا تعدد الزوجات أو تعدد الأعراق أو من نفس الجنس) التي تم إبرامها وفقا لقانون الولايات والأقاليم والدول الأخرى.
تختلف مواصفات الحصول على ترخيص الزواج بين الدول. ومع ذلك، يجب أن يظهر كلا الطرفين شخصيًا في وقت الحصول على الترخيص؛ وأن يكونا من سن الزواج (أي أكثر من 18 سنة؛ أقل في بعض الولايات بموافقة الوالد)؛ تقديم هوية صحيحة (عادة ما تكون رخصة قيادة أو بطاقة هوية رسمية أو شهادة ميلاد أو جواز سفر؛ ويجب ألا يكون أحد الطرفين متزوج من أي شخص آخر (قد تكون هناك حاجة لدليل على وفاة الزوج أو الطلاق لشخص كان قد تزوج سابقا في بعض الدول).
كانت الولايات المتحدة في ولاية فلوريدا، وكونيتيكت، وويسكونسن، وإنديانا، وأوكلاهوما، وماساتشوستس، وميسيسيبي، وكاليفورنيا، ونيويورك، ومقاطعة كولومبيا ذات مرة تتطلب اختبارات الدم قبل إصدار ترخيص الزواج، ولكن تم إلغاء هذه المتطلبات منذ ذلك الحين. تم استخدام الاختبارات بشكل رئيسي للتحقق من نوبات الزهري والحصبة الألمانية والأمراض الأخرى التي يتم فحصها قبل الزواج في بعض الحالات تشمل السل، والسيلان، وفيروس نقص المناعة البشرية، وآخرها هو الوحيد من تلك الأمراض الثلاثة القابل للكشف باستخدام اختبار الدم.
العديد من الدول تتطلب من 1 إلى 6 أيام للمرور بين منح الترخيص وحفل الزواج. بعد مراسم الزواج، يقوم كلا الزوجين والعامل بالتوقيع على رخصة الزواج (بعض الولايات تتطلب أيضًا شهادة). بعد ذلك يقدم الموظف أو الزوجان نسخة مصدقة عن رخصة الزواج وشهادة زواج للسلطة المختصة. بعض الدول لديها أيضا شرط أن يتم تقديم ترخيص في غضون فترة زمنية معينة بعد إصدارها، عادة 30 أو 60 يوما، وبعد ذلك يجب الحصول على ترخيص جديد.
تندرج تراخيص الزواج في الولايات المتحدة تحت الولاية القضائية للدولة التي يتم فيها الاحتفال؛ ومع ذلك، يتم التعرف على الزواج بشكل عام في جميع أنحاء البلاد. تقليديا، كان العمل مع إنفاذ القانون هو الوسيلة الوحيدة للبحث والوصول إلى معلومات رخصة الزواج عبر خطوط الولاية.

### الجدل في الولايات المتحدة
بعض الجماعات والأفراد يعتقدون أن شرط الحصول على رخصة زواج غير ضروري أو غير أخلاقي. على سبيل المثال، يعتقد الحزب الليبرتاري الأمريكي أن الزواج يجب أن يكون مسألة حرية شخصية، لا تتطلب إذنًا من الدولة. الأفراد الذين ينسجمون مع هذا الموقف التحرري يجادلون بأن الزواج هو حق، وأنه من خلال السماح للدولة بممارسة السيطرة على الزواج، فإنه يفترض بشكل خاطئ أننا نملك فقط الامتياز وليس الحق في الزواج. وكمثال على الحق (على عكس من الامتياز)، فإن أولئك الذين يولدون في الولايات المتحدة يحصلون على شهادة ميلاد (يشهدون بأنهم ولدوا)، وليس ترخيص ميلاد (الذي يمنحهم الترخيص حتى يمكن ولادتهم). وتجادل بعض الجماعات المسيحية أيضًا بأن الزواج هو عقد بين رجل وامرأة يرأسهما الله، لذلك لا يتطلب تصريحًا من الدولة. وقد بدأت بعض الولايات الأمريكية في ذكر الدولة على وجه التحديد كطرف في عقد الزواج الذي يعتبره البعض انتهاكا.
كما كانت تراخيص الزواج محل جدل بشأن مجموعات الأقليات المتضررة. عرض مقترح كاليفورنيا رقم 8 نقد شديد من قبل دعاة الزواج من نفس الجنس، بما في ذلك مجتمع المثليين ومزدوجي الميول الجنسية والمتحولين جنسياً (إل جي بي تي) الذين غالباً ما تكون قدرتهم على الزواج محدودة بسبب تدخل الدولة المذكور. تغير هذا في 26 يونيو 2015، مع قرار المحكمة العليا في قضية أوبرجفيل ضد هودجز. ومع ذلك، لا يزال التدخل الحكومي والفيدرالي يحد من قدرة أعضاء الجماعات الدينية الأخرى من الزواج وفقاً لإملاءات عقائدهم الدينية، كما هو الحال مع تعدد الزوجات الإسلامي.
في أكتوبر / تشرين الأول 2009، رفض كيث باردويل «وهو قاضي في ولاية لويزيانا» إصدار رخصة زواج لزوجين عرقيين، مما دفع مجموعات الحريات المدنية، مثل الجمعية الوطنية للنهوض بالملونين والاتحاد الأمريكي للحريات المدنية إلى المطالبة باستقالته أو إطلاق النار عليه. واستقال باردويل من منصبه في الثالث من نوفمبر.
في ولاية بنسلفانيا، تتوفر تراخيص زواج ذاتية التوحيد لا تتطلب سوى توقيعات العروس والعريس والشهود. على الرغم من أن هذا هو مكان لإقامة حفل زفاف كويكر، إلا أنه بإمكان أي زوجين التقدم بطلب للحصول عليه.

## هولندا وبلجيكا
في هولندا وبلجيكا، يطلب من الأزواج الذين يعتزمون الزواج تسجيل نيتهم مسبقا، وهي عملية تسمى "ondertrouw".

## المكسيك
في المكسيك، يتم الاعتراف بالزواج المدني فقط باعتباره قانونيًا. الأشخاص الذين يرغبون في القيام بذلك قد يكون لهم أيضا مراسم دينية، ولكن ليس لها أي تأثير قانوني ولا تحل محل الزواج المدني القانوني الملزم بأي شكل من الأشكال. حفل الزفاف المدني في المكسيك صالح تماماً لغرض قانوني في الولايات المتحدة. السجل المدني المكسيكي لا يصدر تراخيص الزواج، بل يصدر شهادات الزواج، لأنه بموجب القانون اللاتيني، يعتبر الزواج حقًا قانونيًا، لا يتطلب تصريحًا، تتم الزيجات بدون تهمة في قاعة البلدية لمعظم المقاطعات والمنازل الحكومية في المكسيك.